# Aeroportul Jorge Enrique González Torres
Aeroportul Jorge Enrique González Torres (IATA: SJE, ICAO: SKSJ) este un aeroport din Guaviare Department⁠(d), Columbia ce deservește zona San José del Guaviare⁠(d). Aeroportul a fost tranzitat în 2022 de 39.633 de pasageri. A fost numit după Jorge Enrique González Torres⁠(d).
Situat la o altitudine de 184 m, aeroportul dispune de o singură pistă.